# تورليف توركيلدسن
تورليف توركيلدسن (بالنرويجية: Torleif Torkildsen‏) كان لاعب كرة مضرب نرويجي. سبق أن شارك في دورة الألعاب الأولمبية الصيفية وحقق الميدالية البرونزية في الأولمبياد الصيفي سنة 1912.

## الميداليات
| الميدالية | المسابقة                       |
| --------- | ------------------------------ |
| برونزية   | الألعاب الأولمبية الصيفية 1912 |

## روابط خارجية
- تورليف توركيلدسن على موقع الاتحاد الدولي لكرة المضرب (الإنجليزية)
- تورليف توركيلدسن على موقع كأس ديفيز (الإنجليزية)
- تورليف توركيلدسن على موقع أرشيف التنس.كوم (الإنجليزية)
- تورليف توركيلدسن على موقع خلاصة التنس.كوم (الإنجليزية)
- تورليف توركيلدسن على موقع أوليمبيديا (الإنجليزية)